# Day of Defeat
Day of Defeat – wieloosobowa gra komputerowa z gatunku first-person shooter, wyprodukowana przez Valve Software i wydana w 2003 przez Activision oraz Valve Software (wersja Steam). Jest to modyfikacja gry Half-Life.

## Rozgrywka
Gracz wybiera najpierw drużynę spośród trzech nacji: (Niemcy, Amerykanie lub Brytyjczycy), a następnie unikalną klasę, która określa model postaci i jego bronie. Na wszystkich mapach rozgrywane są potyczki albo Amerykanów z Niemcami, albo Niemców z Brytyjczykami. Na żadnej mapie wojska Brytyjskie i Amerykańskie nie spotykają się. Gracz może wybierać spośród kilku klas żołnierzy; w zależności od wyboru otrzymuje karabin, pistolet maszynowy, karabin wyborowy, karabin maszynowy lub granatnik.
Obie drużyny zaczynają grę w określonych miejscach, tzw. spawnach, które najczęściej znajdują się na przeciwległych końcach mapy. Runda kończy się wygraną tej drużyny, która jako pierwsza wypełni cele gry. Zabici gracze muszą odczekać kilkanaście sekund, a następnie pojawiają się jako posiłki (reinforcements) w spawnach. Posiłki nadchodzą falami co około 10–20 sekund.
Gra kończy się po upływie określonego limitu czasu, a drużyna, która zdobyła najwięcej celów, bez względu na liczbę zabitych i ofiar, wygrywa. Po zakończeniu następuje pauza, pojawia się ogólna tabela wyników i po kilku sekundach gra zaczyna się od nowa, zwykle na innej mapie.
Day of Defeat posiada trzy tryby rozgrywki, polegające odpowiednio na zdobycie wszystkich flag, zniszczeniu określonych celów i przechwyceniu określonych celów.

## Historia
Wersję beta 1.0 Day of Defeat wydano 12 stycznia 2001. Początkowo był to mod, tworzony przez grupę pasjonatów. Jego twórcy zostali niebawem zatrudnieni w firmie Valve i wyprodukowali grę, której wersja 1.0 została wydana przez firmę Activision na początku maja 2003. W listopadzie 2003, jako wersja 1.1, Day of Defeat ukazał się na platformie Steam. Kolejna wersja gry, Day of Defeat: Source na świecie ukazała się 26 września 2005, zaś w Polsce 24 lutego 2006.